# Slag bij Pagan
De Slag bij Pagan of de Slag bij Bagan vond plaats in december 1287, was een onderdeel van de campagne van Koeblai Khan om Zuidoost-Azië te veroveren en maakte een eind aan het Eerste Birmaanse Koninkrijk.

## Context
De eerste invasies van de Mongolen in Birma in 1271-1273 beperkten zich tot het eisen van losgeld. Na verschillende weigeringen vielen de Mongolen in 1283-1285, Birma daadwerkelijk binnen. Koning Narathihapate werd gedwongen tot onderhandelingen, maar uiteindelijk hield hij zich niet aan de afspraken en vluchtte weg.
De Slag bij Pagan was eigenlijk geen veldslag, maar een overgave. De koning werd door een van zijn zonen vermoord, het Birmaanse koninkrijk viel uiteen en de verschillende staatjes onderwierpen zich aan de Yuan-dynastie.
Het Eerste Birmaanse Koninkrijk hield op te bestaan in 1297 en werd vervangen door het Myinsaing Koninrijk, de regio Mandalay. De hoofdstad Pagan, een stad van 200 000 inwoners werd gereduceerd tot een kleine provinciestad.